# 털편모충류
털편모충류 또는 세모편모충류, 트리코모나스류(trichomonads)는 파라바살리아강에 속하는 혐기성 원생생물 목의 일종이다. 대부분 동물의 몸에 기생을 하거나 내부공생을 한다. 일반적으로 4개에서 6개의 편모를 갖고 있다.
주요 종은 다음과 같다.
- 질트리코모나스 또는 질편모충 (Trichomonas vaginalis) - 사람의 몸에 기생(여성의 질, 남성의 전립선, 요도, 방광)
- 이핵아메바 (Dientamoeba fragilis) - 사람 몸에 기생
- 칠면조편모충 또는 흑두병원충(Histomonas meleagridis) - 가금류 질병인 흑두병을 일으키는 병원체
- 쇠세모편모충 (Tritrichomonas foetus)